# لایوش کمتیو
لایوش کمتیو (به انگلیسی: Lajos Kmetykó) ژیمناست زادهٔ ۲۲ مارس ۱۸۸۴ میلادی اهل کشور مجارستان است.